# Göcsös görvélyfű
A csomós görvélyfű (Scrophularia nodosa) a görvélyfűfélék családjába tartozó, Eurázsiában, Nyugat-Ázsiában és Szibériában honos, erdőkben, erdőszéleken, vízpartokon élő, mérgező növény.

## Megjelenése
A csomós görvélyfű 40–100 cm magas, lágyszárú, évelő növény. Gyöktörzse rövid, gumószerűen vastag, vízszintesen elhelyezkedő. Szára egyenes, felálló, nem elágazó, négyélű, sima. Töve kissé gumósan megvastagodott. Keresztben átellenes állású levelei tojásdadok, fűrészes szélűek, rövid nyelűek.
Június-júliusban virágzik. Virágzata szárvégi, laza buga. Virágai aprók (0,7–1 cm-esek), gömbszerűek, barna-sárgásak, zigomorfak, A szirmok két ajakba forrtak össze: a felső ajak mélyen kétlebenyű, sötét vörösbarna; a rövidebb alsó ajak háromlebenyű. Az 5 csészelevél zöld, rövid, sugarasan szimmetrikusan helyezkedik el.
Termése 0,5 cm-es, kihegyesedő végű, kétrekeszű toktermés.

## Elterjedése és életmódja
Európában, Nyugat-Ázsiában és Szibériában honos. Észak-Amerikába behurcolták. Magyarországon gyakori.
Lombos erdőkben, erdőszéleken, tisztásokon, vízpartokon, kertekben fordul elő. A tápanyagokban közepesen gazdag, nedves talajt részesíti előnyben.

## Felhasználása
Mérgező. Minden része szaponint, diozmin és heszperidin flavon-glikozidokat, szkrofularin keserűanyagot és kis mennyiségű mérgező alkaloidokat tartalmaz. Mérgezést elsősorban a legelő állatokon okoz, tünetei: nyugtalanság, nehéz légzés, étvágytalanság, szomjúság, bizonytalan járás, alacsony testhőmérséklet, gyomor- és bélgyulladás, hasmenés, véres vizelet. A tehenek tejtermelése csökken vagy teljesen megszűnik.
A hagyományos és alternatív gyógyászatban a következő hatásai ismertek: vízhajtó; gyenge hashajtó; szívműködést serkentő; felhasználták ekcéma, pikkelysömör, viszketés, aranyér, gyulladt nyirokcsomók, sebek, rándulások, duzzanatok borogatására, ízületi fájdalmak enyhítésére.

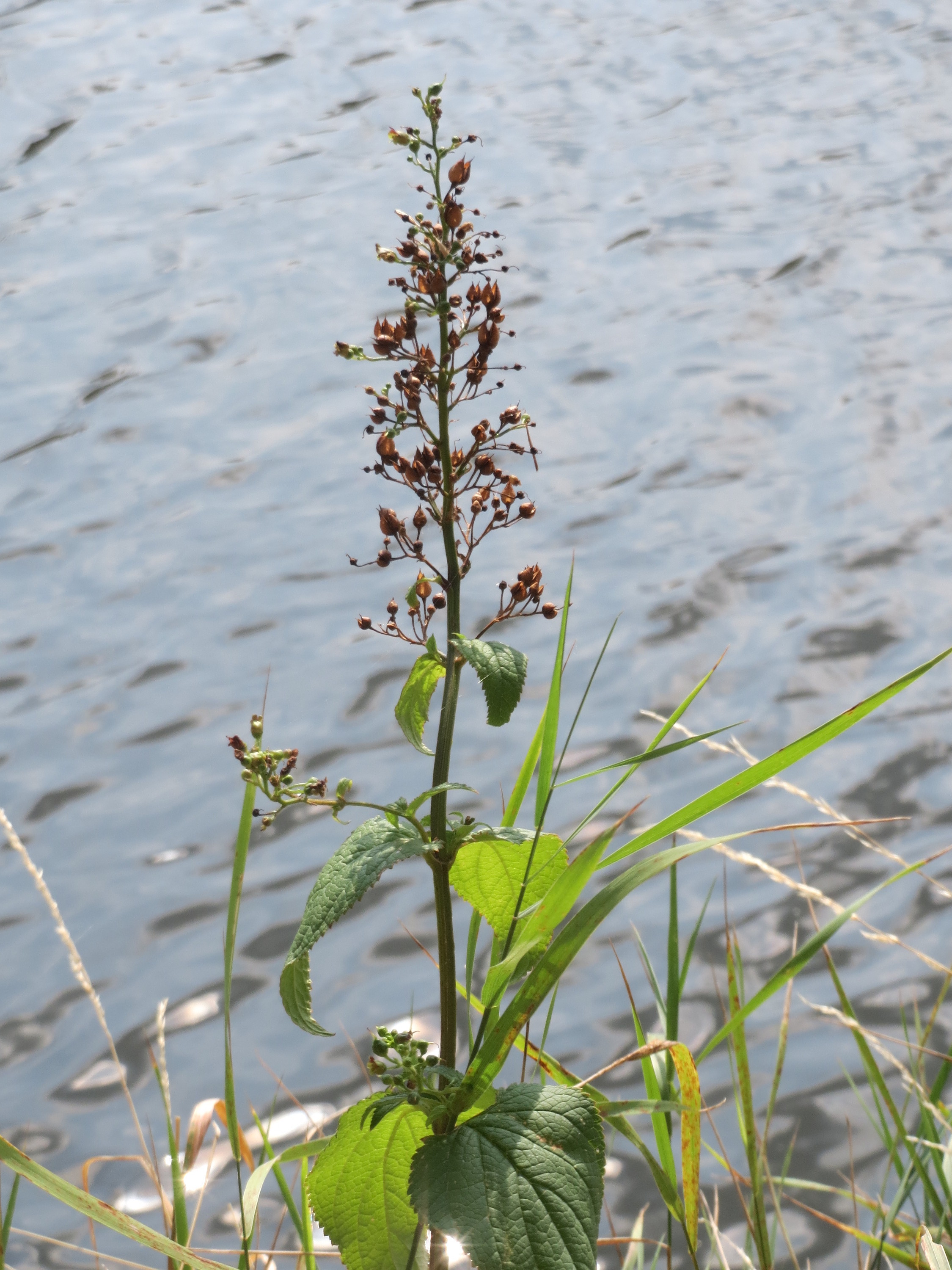
Habitusa
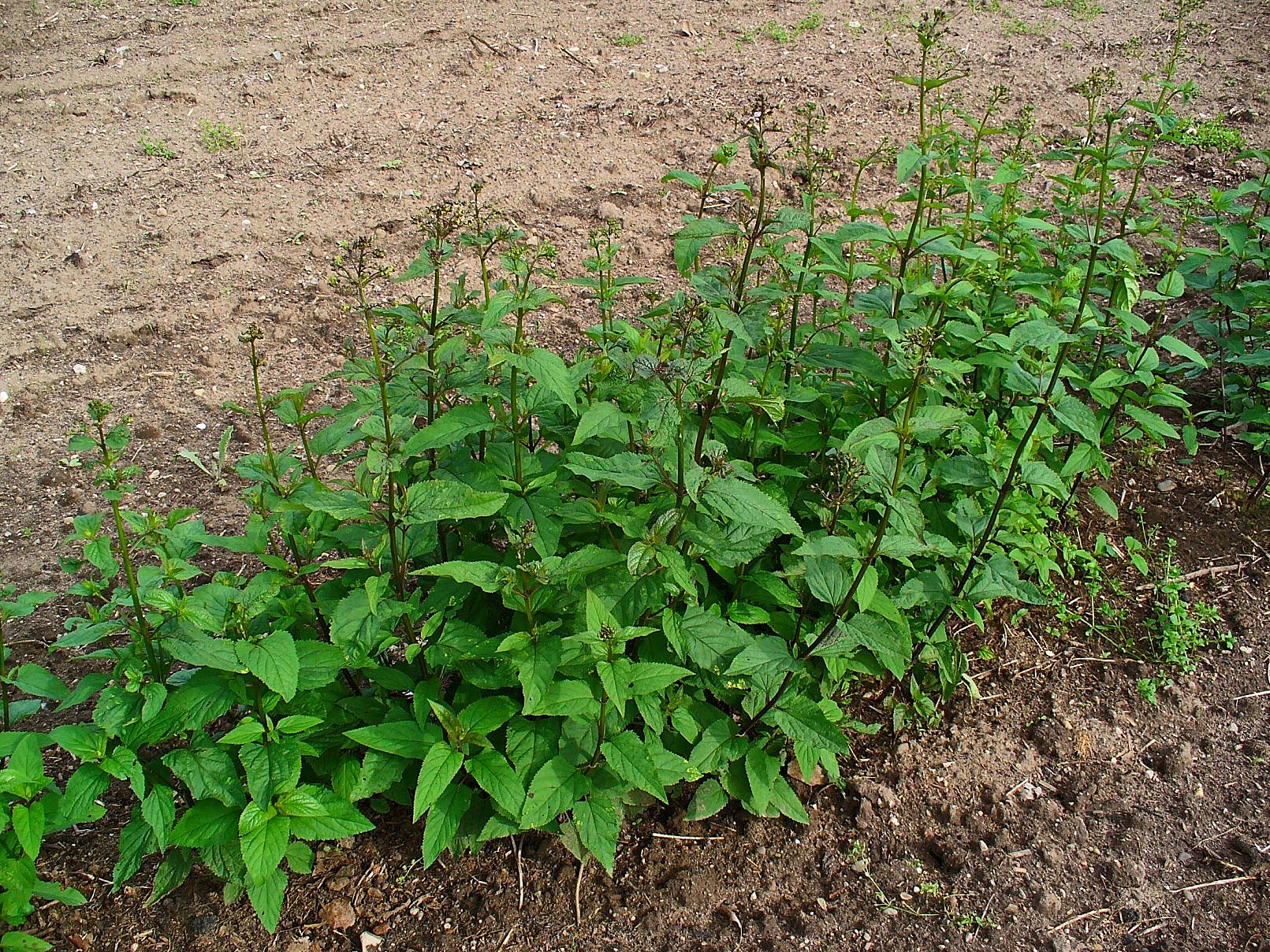
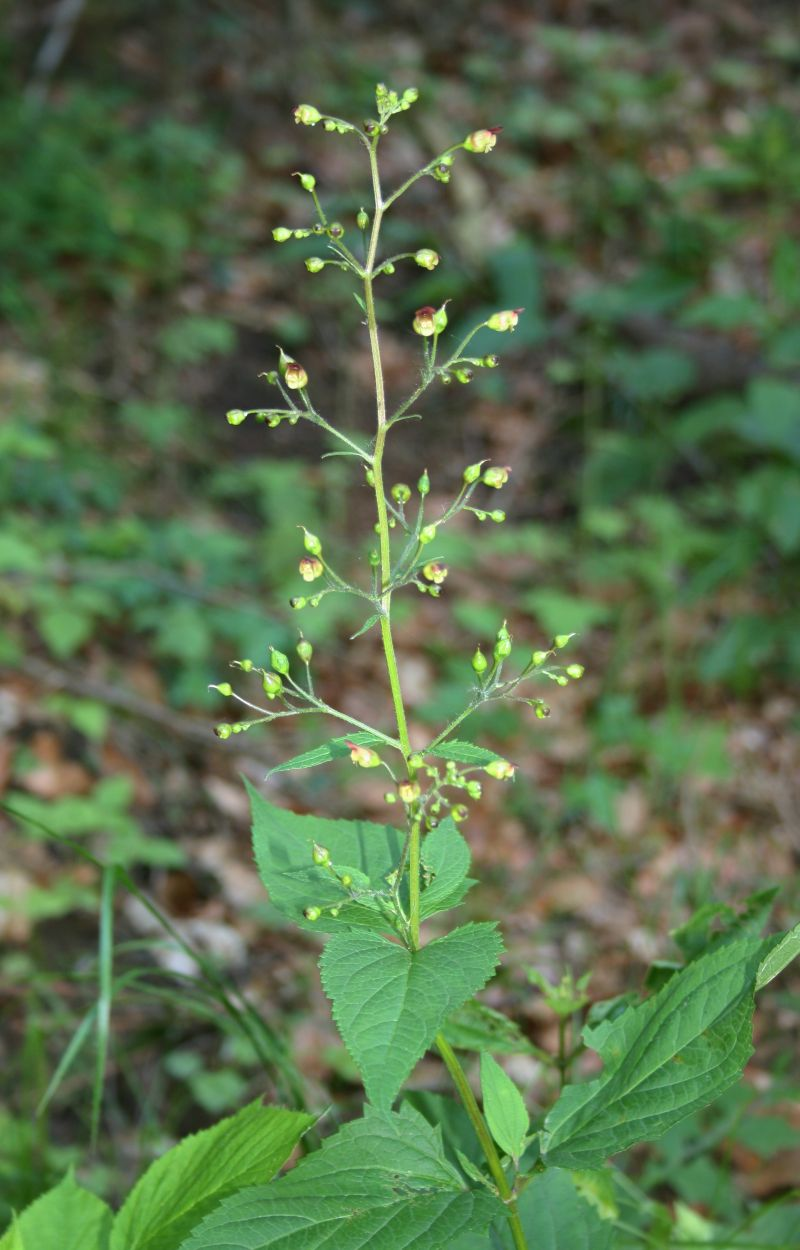
Virágzata
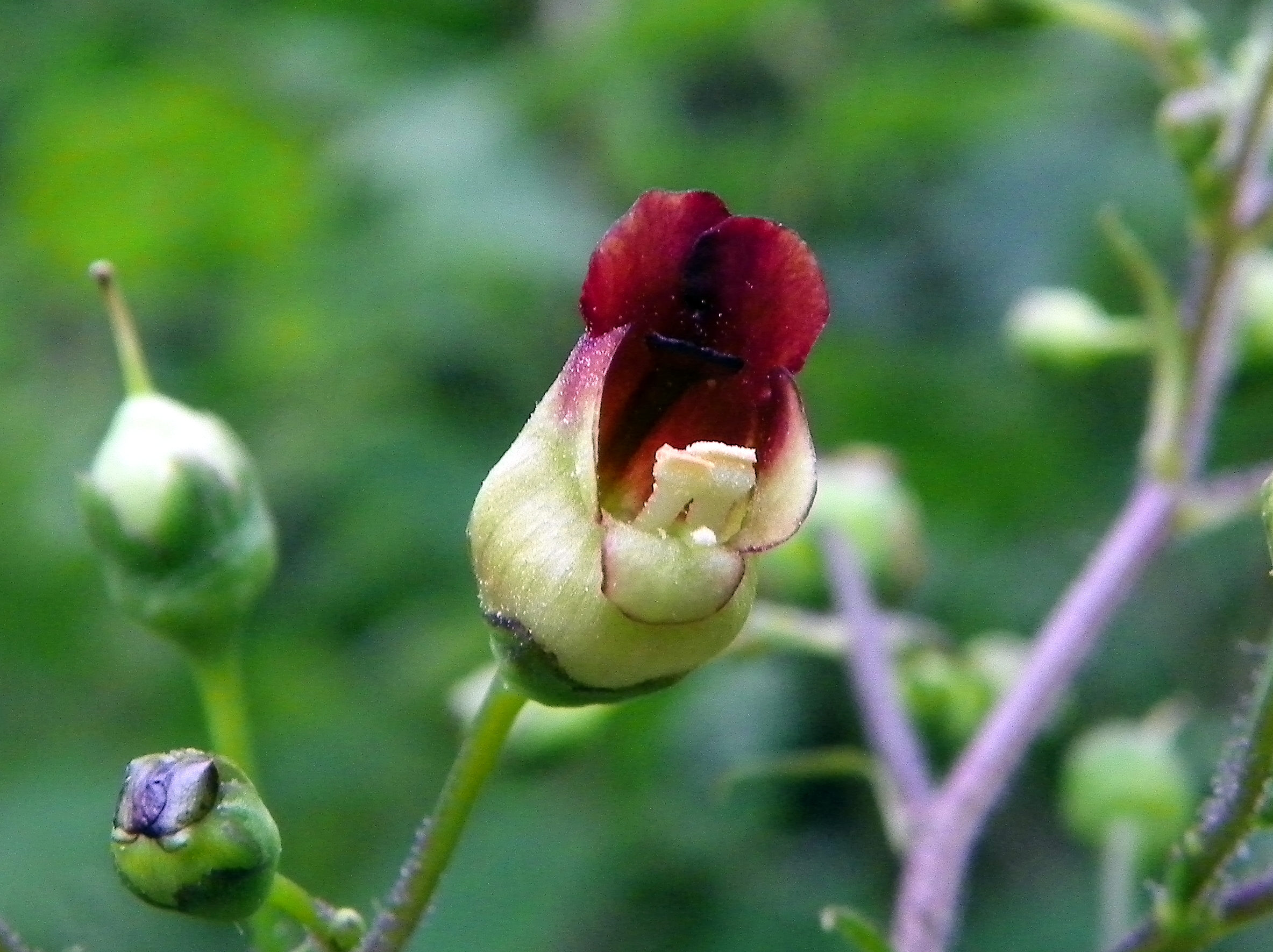
Virága
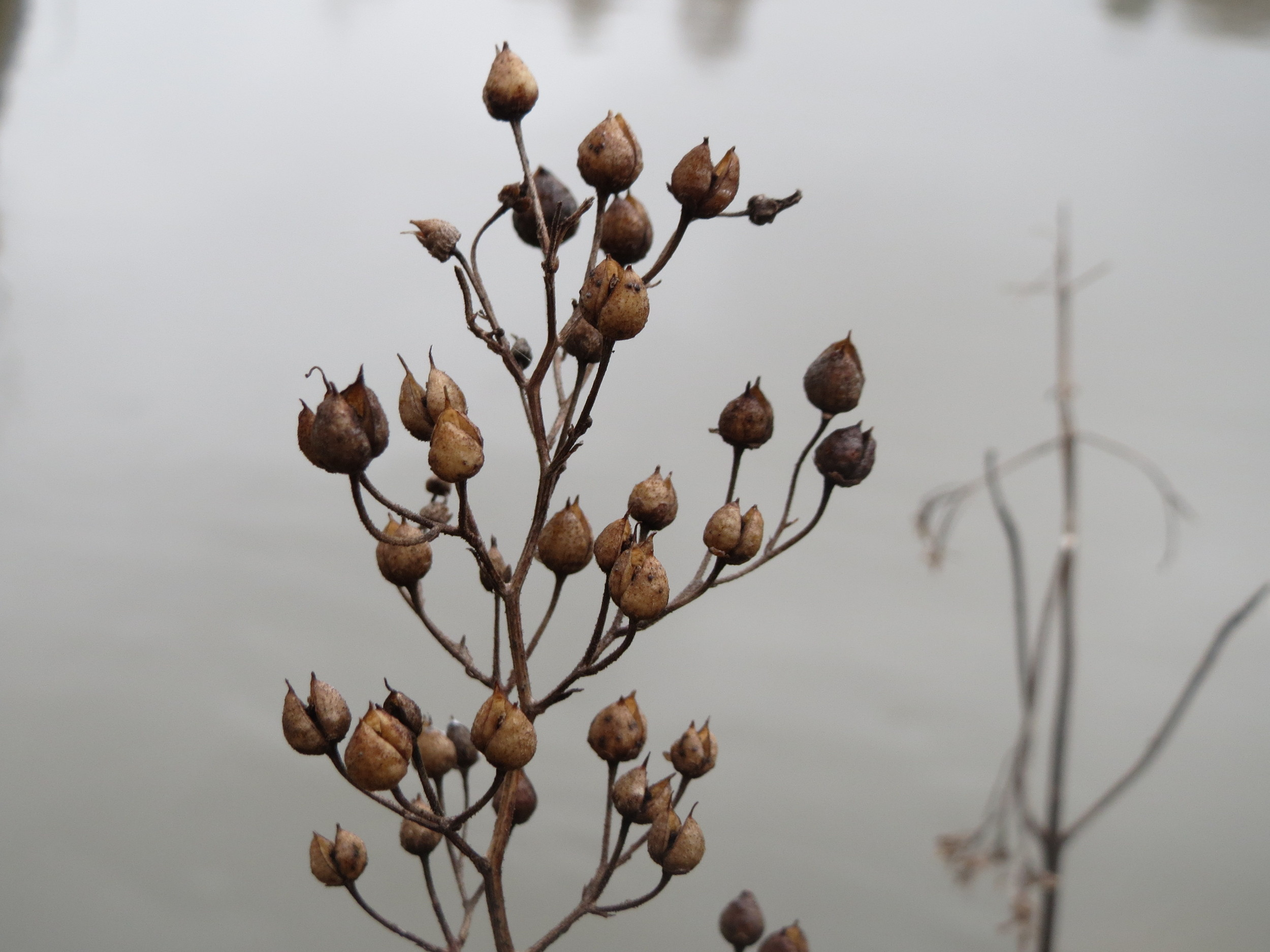
Termése
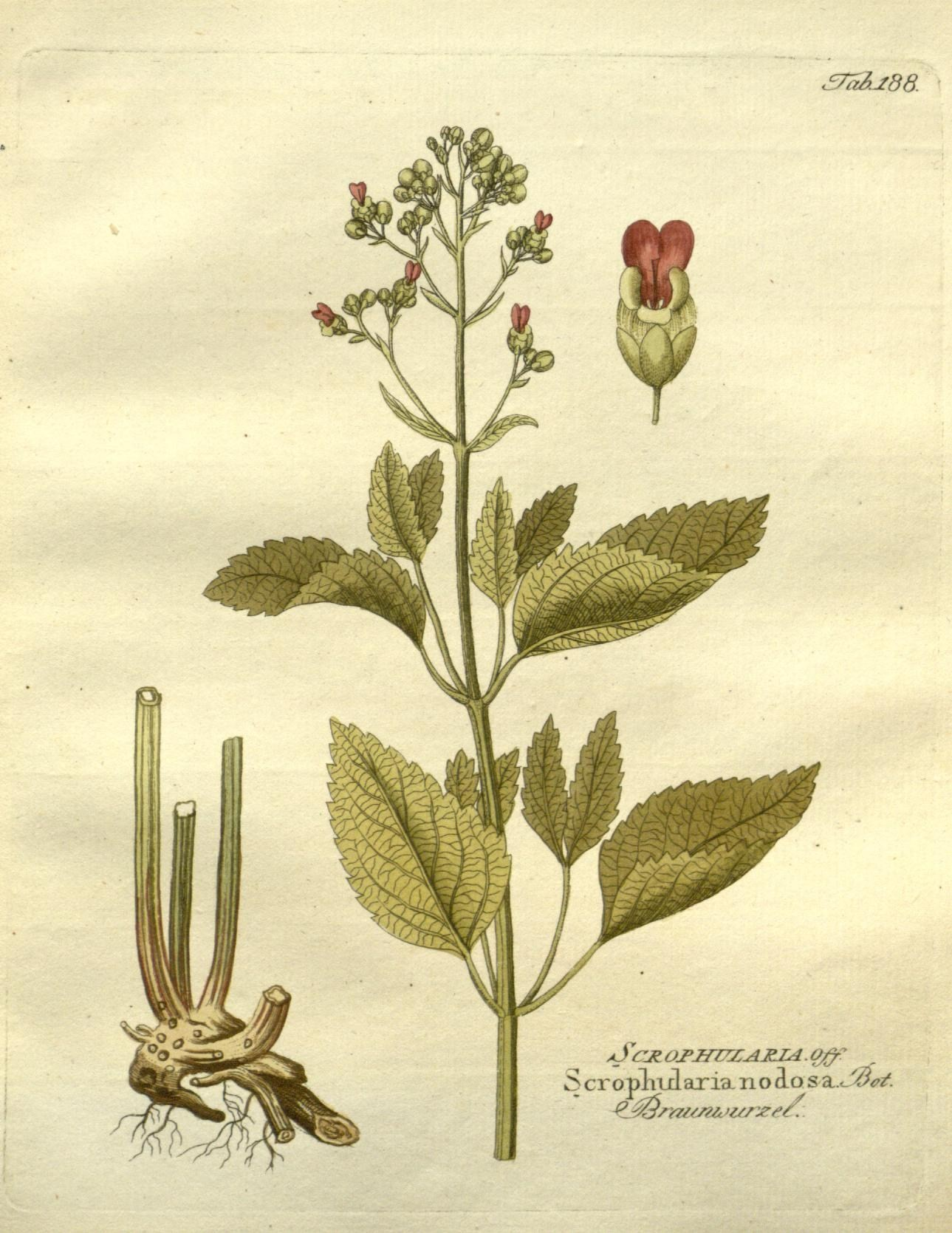
Ábrázolása egy német botanikakönyvben (1804)